# عيش السرايا

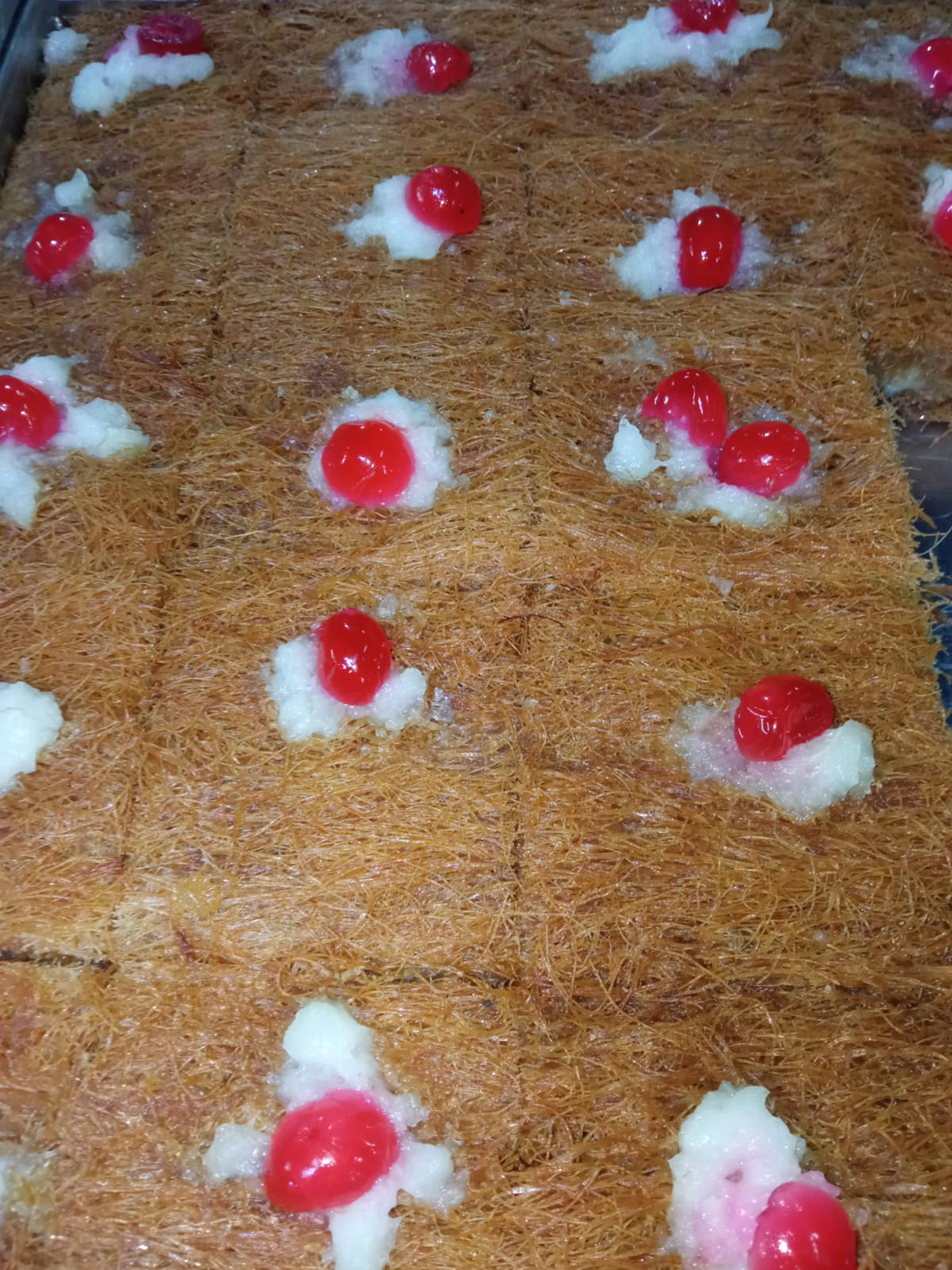
عش السرايا الفلسطيني

عيش السرايا، نوع من أنواع الحلويات الشرقية التي تشتهر في مصر وبلاد الشام وتركيا، حيث تتكون من القشطة وخبز التوست والسكر المحروق (الكاراميل) والفستق وماء الزهر والقطر (الشيرة).

## التسمية
سميت حلوى عيش السرايا بهذا الاسم لأنها كانت تقدم أيام العثمانيّين في القصور والسرايا للحكام والسلاطنة.

## القيمة الغذائية
تحتوي على سعرات حرارية مرتفعة ودهون مشبعة إذ إن كل وجبة (200غ تقريباً) تحتوي على حوالي 466 سعرة حرارية و10 غ من الدهون نصفها دهون مشبّعة.
- يجب حفظ ما يتبقى منه في الثلاجه؛ لأن القشطة تفسد بسرعه إذا بقيت خارج الثلاجه.
- يمكن تحضير قطع منفردة من عيش السرايا وذلك باستعمال شطائر من الخبز الفرنسي المصنوع من الحليب.
- يمكن استخدام خبز توست مطحون او أي خبز طري لعمل العجينه.
- يمكن الاستغناء عن ماء الورد، بحسب الذوق والطلب.